# Aneura hirsuta
Aneura hirsuta là một loài rêu trong họ Aneuraceae. Loài này được Furuki mô tả khoa học đầu tiên năm 1991.